# Телекран
Телекран, или телеекран (енгл. telescreen) је назив уређаја описаног у Орвеловом роману Хиљаду деветсто осамдесет четвртој, који представља комбинацију телевизора и видео-камере. Његова сврха је двострука: пружати телевизијски програм гледаоцима, а истовремено надгледати њихове активности и тиме превентивно уклањати сваку ненаклоност према владајућем режиму Океаније.
У роману је сви члановима шире и уже партије обавезно поседовање телекрана у њиховим становима, док се на јавним местима власт обраћа пролима помоћу великих јавних телекрана који служе за јавне ритуале као што су две минуте мржње. Черингтон (Charrington), антиквар који живи међу пролима, нема телекран у својој радњи и тврди да су они "прескупи" за најсиромашније делове становништва. Роман сугерише да се они користе и зато што тај део становништва не представља опасност по режим. Телекрани нису у стању да снимају у мраку, али зато бележе најмање звукове, укључујући откуцаје нечијег срца.
О’Брајен, један од ликова у роману, тврди да је члановима уже партије попут њега сама допуштено да искључи телекране, најчешће само на тридесет минута.